# Gironville-sur-Essonne
Pour les articles homonymes, voir Gironville.
Gironville-sur-Essonne (prononcé [ ʒiʁɔ̃vil syʁ esɔn] ) est une commune française située à cinquante-cinq kilomètres au sud de Paris dans le département de l'Essonne en région Île-de-France.
Ses habitants sont appelés les Gironvillois.

## Géographie

### Situation
Gironville-sur-Essonne est située à cinquante-cinq kilomètres au sud de Paris-Notre-Dame, point zéro des routes de France, trente kilomètres au sud-ouest d'Évry, sept kilomètres au sud-ouest de Milly-la-Forêt, treize kilomètres au sud de La Ferté-Alais, dix-huit kilomètres au sud-est d'Étampes, vingt-six kilomètres au sud-est d'Arpajon, vingt-huit kilomètres au sud-ouest de Corbeil-Essonnes, trente-et-un kilomètres au sud-est de Montlhéry, trente-deux kilomètres au sud-est de Dourdan, trente-neuf kilomètres au sud-est de Palaiseau. Elle est par ailleurs située à vingt-trois kilomètres au nord-ouest de son homonyme Gironville en Seine-et-Marne.

### Communes limitrophes
| Valpuiseaux  | Maisse                 |                |
| Mespuits     | Gironville-sur-Essonne | Buno-Bonnevaux |
| Champmotteux | Prunay-sur-Essonne     |                |

### Lieux-dits, écarts et quartiers

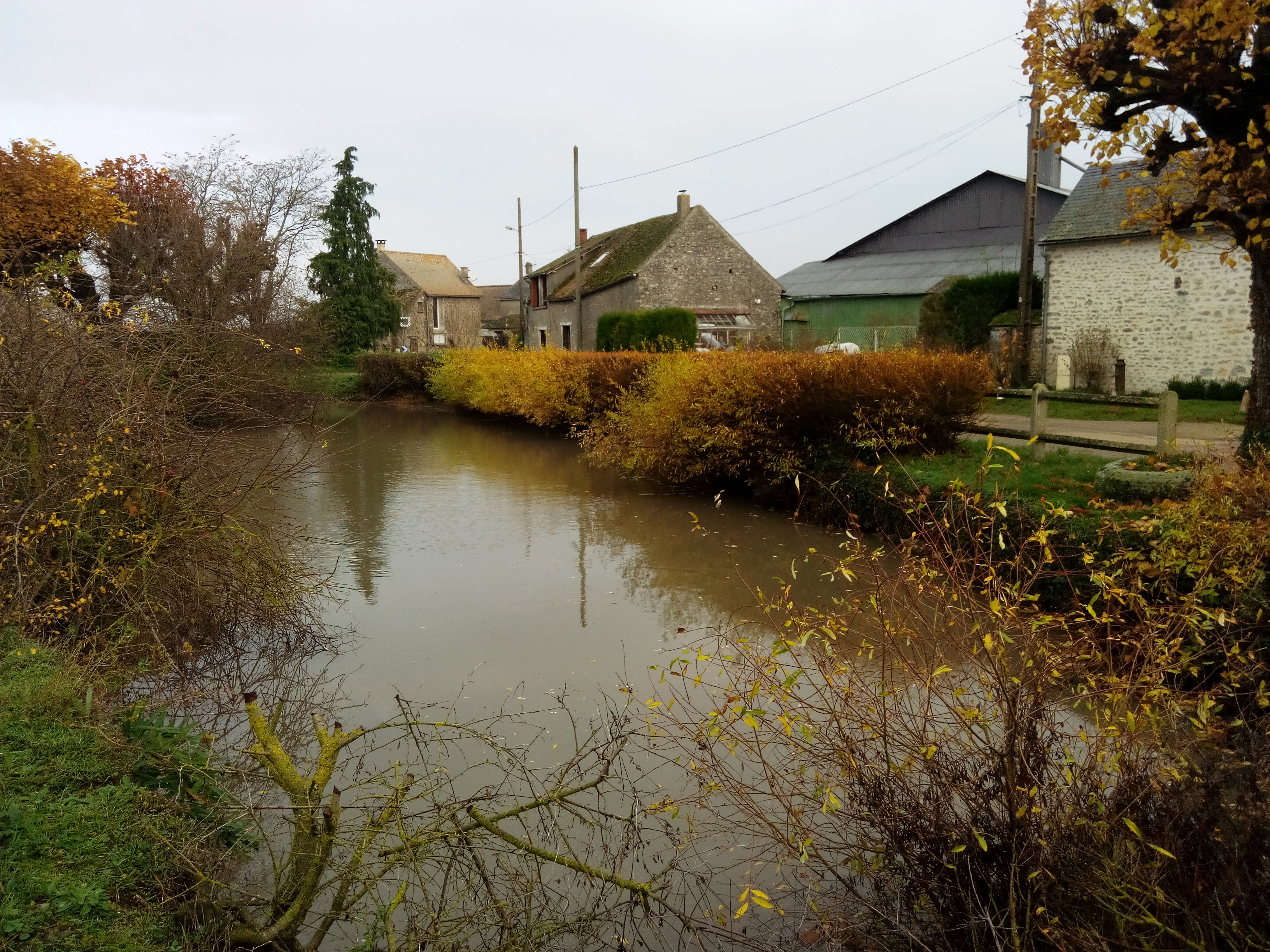
La mare de Grandevilliers.

La commune compte 124 voies dont 93 lieux-dits administratifs répertoriés.
Les plus importants sont :
- Le hameau de Gandevilliers ;
- Le petit Gironville.

### Relief et géologie
La commune est classée en zone de sismicité 1, correspondant à une sismicité très faible.

### Hydrographie
La commune est traversée par la rivière l'Essonne, affluent de la Seine.

### Voies de communication et transports

#### Voies de communication
On accède à Gironville-sur-Essonne par :
- la D 1
  - au nord-est, de Milly-la-Forêt à 8,2 km,
  - au sud-ouest, de Champmotteux à 6,2 km ;
- la D 101 au sud-est, de Tousson à 7,5 km ;
- la route de Maisse au nord à 2,3 km.

### Climat
Pour des articles plus généraux, voir Climat de l'Île-de-France et Climat de l'Essonne.
En 2010, le climat de la commune est de type climat océanique dégradé des plaines du Centre et du Nord, selon une étude du CNRS s'appuyant sur une série de données couvrant la période 1971-2000. En 2020, Météo-France publie une typologie des climats de la France métropolitaine dans laquelle la commune est exposée à un climat océanique altéré et est dans la région climatique Sud-ouest du bassin Parisien, caractérisée par une faible pluviométrie, notamment au printemps (120 à 150 mm) et un hiver froid (3,5 °C).
Pour la période 1971-2000, la température annuelle moyenne est de 11 °C, avec une amplitude thermique annuelle de 15,3 °C. Le cumul annuel moyen de précipitations est de 664 mm, avec 11,1 jours de précipitations en janvier et 7,4 jours en juillet. Pour la période 1991-2020, la température moyenne annuelle observée sur la station météorologique la plus proche, située sur la commune de Boigneville à 4 km à vol d'oiseau, est de 11,5 °C et le cumul annuel moyen de précipitations est de 615,6 mm,. Pour l'avenir, les paramètres climatiques de la commune estimés pour 2050 selon différents scénarios d'émission de gaz à effet de serre sont consultables sur un site dédié publié par Météo-France en novembre 2022.
| Mois                                  | jan.             | fév.             | mars           | avril         | mai           | juin           | jui.          | août           | sep.          | oct.            | nov.             | déc.             | année      |
| ------------------------------------- | ---------------- | ---------------- | -------------- | ------------- | ------------- | -------------- | ------------- | -------------- | ------------- | --------------- | ---------------- | ---------------- | ---------- |
| Température minimale moyenne (°C)     | 1,7              | 1,4              | 3,3            | 5,3           | 8,7           | 11,7           | 13,6          | 13,4           | 10,4          | 7,9             | 4,4              | 2,1              | 7          |
| Température moyenne (°C)              | 4,3              | 4,8              | 7,8            | 10,6          | 14            | 17,3           | 19,9          | 19,6           | 15,9          | 12              | 7,4              | 4,6              | 11,5       |
| Température maximale moyenne (°C)     | 6,9              | 8,2              | 12,3           | 15,9          | 19,4          | 22,9           | 26            | 25,8           | 21,4          | 16,1            | 10,5             | 7,2              | 16,1       |
| Record de froid (°C) date du record   | −19,7 17.01.1985 | −12,6 07.02.1991 | −11,6 01.03.05 | −4,3 07.04.21 | −0,1 06.05.19 | 1,4 05.06.1991 | 4 04.07.1984  | 4,6 31.08.1986 | 2 19.09.1994  | −3,3 30.10.1997 | −10,7 24.11.1998 | −11,5 31.12.1985 | −19,7 1985 |
| Record de chaleur (°C) date du record | 15,5 30.01.02    | 21,4 24.02.1990  | 25,5 31.03.21  | 28,4 21.04.18 | 31,6 28.05.17 | 37,2 27.06.11  | 40,9 25.07.19 | 39,7 06.08.03  | 34,7 14.09.20 | 30,3 01.10.1985 | 21,8 07.11.15    | 17,2 16.12.1989  | 40,9 2019  |
| Précipitations (mm)                   | 47,6             | 44               | 43             | 46,9          | 62,5          | 50             | 51            | 49,7           | 49,8          | 58,1            | 54               | 59               | 615,6      |

## Urbanisme

### Typologie
Au 1er janvier 2024, Gironville-sur-Essonne est catégorisée bourg rural, selon la nouvelle grille communale de densité à sept niveaux définie par l'Insee en 2022.
Elle est située hors unité urbaine. Par ailleurs la commune fait partie de l'aire d'attraction de Paris, dont elle est une commune de la couronne,. Cette aire regroupe 1 929 communes,.

### Logement
En 2013, le nombre total de logements dans la commune était de 348 (dont 94,1 % de maisons et 5,9 % d’appartements).
Parmi ces logements, 86,2 % étaient des résidences principales, 6,6 % des résidences secondaires et 7,2 % des logements vacants.
La part des ménages propriétaires de leur résidence principale s’élevait à 90,9 %.

### Occupation des solssimplifiée
Le territoire de la commune se compose en 2017 de 95,02 % d'espaces agricoles, forestiers et naturels, 1,74 % d'espaces ouverts artificialisés et 3,23 % d'espaces construits artificialisés.

## Toponymie
Gisoni villa au IXe siècle, Gironville-sous-Buno.
L'origine du nom de la commune est peu connue. Elle fut créée en 1793 avec le seul nom de Gironville, l'ajout de la mention de la rivière l'Essonne intervint en 1954.

## Politique et administration

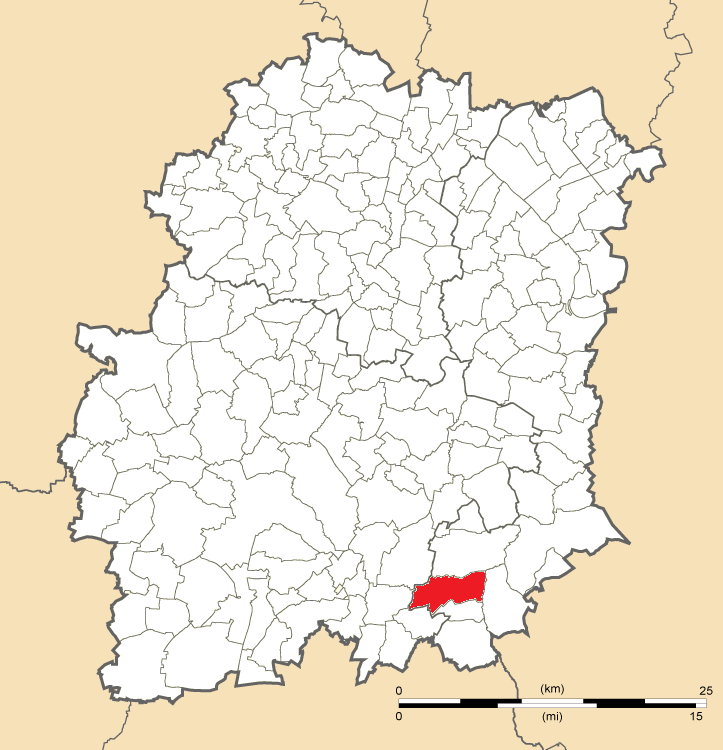
Position de Gironville-sur-Essonne.

### Rattachements administratifs et électoraux
Antérieurement à la loi du 10 juillet 1964, la commune faisait partie du département de Seine-et-Oise. La réorganisation de la région parisienne en 1964 fit que la commune appartient désormais au département de l'Essonne après un transfert administratif effectif au 1er janvier 1968.
Pour l(élection des députés, elle est rattachée à la deuxième circonscription de l'Essonne.
La commune était membre du canton de Milly-la-Forêt. Dans le cadre du redécoupage cantonal de 2014 en France, Gironville-sur-Essonne est rattachée au canton de Mennecy.

### Intercommunalité
La commune est membre depuis 2013 de la  communauté de communes de la Vallée de l'École, qui a pris la dénomination de Communauté de communes de la Vallée de l'École en 2014.

### Tendances et résultats politiques
Élections présidentielles
Résultats des deuxièmes tours :
- Élection présidentielle de 2002 : 83,84 % pour Jacques Chirac (RPR), 16,16 % pour Jean-Marie Le Pen (FN), 81,06 % de participation[31].
- Élection présidentielle de 2007 : 55,91 % pour Nicolas Sarkozy (UMP), 44,09 % pour Ségolène Royal (PS), 88,66 % de participation[32].
- Élection présidentielle de 2012 : 50,58 % pour François Hollande (PS), 49,42 % pour Nicolas Sarkozy (UMP), 87,19 % de participation[33].

Élections législatives
Résultats des deuxièmes tours : 
- Élections législatives de 2002 : 61,31 % pour Franck Marlin (UMP), 38,69 % pour Gérard Lefranc (PCF), 59,41 % de participation[34].
- Élections législatives de 2007 : 48,89 % pour Franck Marlin (UMP) élu au premier tour, 26,67 % pour Marie-Agnès Labarre (PS), 60,75 % de participation[35].
- Élections législatives de 2012 : 52,83 % pour Franck Marlin (UMP), 47,17 % pour Béatrice Pèrié (PS), 61,16 % de participation[36].

Élections européennes
Résultats des deux meilleurs scores :
- Élections européennes de 2004 : 28,25 % pour Harlem Désir (PS), 16,14 % pour Patrick Gaubert (UMP), 48,56 % de participation[37].
- Élections européennes de 2009 : 24,75 % pour Michel Barnier (UMP), 18,32 % pour Daniel Cohn-Bendit (Les Verts), 40,72 % de participation[38].
- Élections européennes de 2014 : 34,75 % pour Aymeric Chauprade (FN), 11,44 % pour Marielle de Sarnez (MoDem), 44,20 % de participation[39].

Élections régionales
Résultats des deux meilleurs scores :
- Élections régionales de 2004 : 50,63 % pour Jean-Paul Huchon (PS), 35,31 % pour Jean-François Copé (UMP), 70,29 % de participation[40].
- Élections régionales de 2010 : 60,43 % pour Jean-Paul Huchon (PS), 39,57 % pour Valérie Pécresse (UMP), 48,73 % de participation[41].

Élections cantonales et départementales
Résultats des deuxièmes tours :
- élections cantonales de 2004 : 50,99 % pour Martine Stehlin (PS), 49,01 % pour Jean-Jacques Boussaingault (UMP), 69,67 % de participation[42].
- élections cantonales de 2011 : 54,75 % pour Marie-Anne Bachelerie (PS), 45,25 % pour Jean-Jacques Boussaingault (UMP), 37,84 % de participation[43].

Élections municipales
Compte tenu de la taille de la commune, les élections municipales sont organisées au scrutin plurinominal majoritaire à deux tours, avec panachage, comme pour toutes les communes de moins de 1 000 habitants, et ne peuvent être résumées ici.
Référendums
- Référendum de 2000 relatif au quinquennat présidentiel : 69,06 % pour le Oui, 30,94 % pour le Non, 33,89 % de participation[45].
- Référendum de 2005 relatif au traité établissant une Constitution pour l'Europe : 56,87 % pour le Non, 43,13 % pour le Oui, 75,56 % de participation[46].

### Liste des maires
| Période                                  | Période      | Identité       | Étiquette | Qualité                                       |
| ---------------------------------------- | ------------ | -------------- | --------- | --------------------------------------------- |
| Les données manquantes sont à compléter. |              |                |           |                                               |
| 1959                                     | 1971         | Roger Hardouin |           |                                               |
| 1971                                     | 1977         | Max Bideaux    |           |                                               |
| mars 1977                                | mars 1983    | Nicole Mabille |           |                                               |
| mars 1983                                | mars 2001    | Pierre Coly    |           |                                               |
| mars 2001                                | mars 2008    | Gérard Bellet  | DVD       | Professeur des écoles                         |
| mars 2008                                | février 2019 | Alain Eeckeman | DVD       | Professeur des écoles retraité Démissionnaire |
| Avril 2019                               | En cours     | Alain Joyez    | SE        | Sapeur Pompier professionnel                  |

### Jumelages
La commune de Gironville-sur-Essonne n'a développé aucune association de jumelage[Quand ?].

## Population et société

### Démographie

#### Évolution démographique
L'évolution du nombre d'habitants est connue à travers les recensements de la population effectués dans la commune depuis 1793. Pour les communes de moins de 10 000 habitants, une enquête de recensement portant sur toute la population est réalisée tous les cinq ans, les populations de référence des années intermédiaires étant quant à elles estimées par interpolation ou extrapolation. Pour la commune, le premier recensement exhaustif entrant dans le cadre du nouveau dispositif a été réalisé en 2004.

En 2022, la commune comptait 762 habitants, en stagnation par rapport à 2016 (Essonne : +2,89 %, France hors Mayotte : +2,11 %).
| 1793 | 1800 | 1806 | 1821 | 1831 | 1836 | 1841 | 1846 | 1851 |
| ---- | ---- | ---- | ---- | ---- | ---- | ---- | ---- | ---- |
| 273  | 307  | 290  | 357  | 368  | 342  | 313  | 366  | 352  |

| 1856 | 1861 | 1866 | 1872 | 1876 | 1881 | 1886 | 1891 | 1896 |
| ---- | ---- | ---- | ---- | ---- | ---- | ---- | ---- | ---- |
| 338  | 329  | 337  | 307  | 290  | 324  | 335  | 307  | 353  |

| 1901 | 1906 | 1911 | 1921 | 1926 | 1931 | 1936 | 1946 | 1954 |
| ---- | ---- | ---- | ---- | ---- | ---- | ---- | ---- | ---- |
| 334  | 305  | 306  | 284  | 295  | 300  | 295  | 239  | 273  |

| 1962 | 1968 | 1975 | 1982 | 1990 | 1999 | 2004 | 2006 | 2009 |
| ---- | ---- | ---- | ---- | ---- | ---- | ---- | ---- | ---- |
| 236  | 236  | 230  | 510  | 574  | 641  | 736  | 764  | 798  |

| 2014 | 2019 | 2022 | - | - | - | - | - | - |
| ---- | ---- | ---- | - | - | - | - | - | - |
| 782  | 766  | 762  | - | - | - | - | - | - |

#### Pyramide des âges
En 2018, le taux de personnes d'un âge inférieur à 30 ans s'élève à 37,7 %, soit en dessous de la moyenne départementale (39,9 %). De même, le taux de personnes d'âge supérieur à 60 ans est de 18,9 % la même année, alors qu'il est de 20,1 % au niveau départemental.
En 2018, la commune comptait 392 hommes pour 373 femmes, soit un taux de 51,24 % d'hommes, largement supérieur au taux départemental (48,98 %).
Les pyramides des âges de la commune et du département s'établissent comme suit.
| Hommes | Classe d’âge | Femmes |
| ------ | ------------ | ------ |
| 0,8    | 90 ou +      | 0,3    |
| 3,8    | 75-89 ans    | 6,2    |
| 14,0   | 60-74 ans    | 12,9   |
| 23,9   | 45-59 ans    | 22,0   |
| 20,4   | 30-44 ans    | 20,4   |
| 15,3   | 15-29 ans    | 16,4   |
| 21,9   | 0-14 ans     | 22,0   |

| Hommes | Classe d’âge | Femmes |
| ------ | ------------ | ------ |
| 0,5    | 90 ou +      | 1,4    |
| 5,4    | 75-89 ans    | 7,2    |
| 12,9   | 60-74 ans    | 13,9   |
| 20     | 45-59 ans    | 19,4   |
| 19,9   | 30-44 ans    | 20,1   |
| 20     | 15-29 ans    | 18,2   |
| 21,3   | 0-14 ans     | 19,8   |

### Enseignement
Les élèves de Gironville-sur-Essonne sont rattachés à l'académie de Versailles.
La commune dispose en 2010  d'une école maternelle publique.

### Autres services publics
La commune dispose  en 2011 d'un bureau de poste.

### Lieux de culte

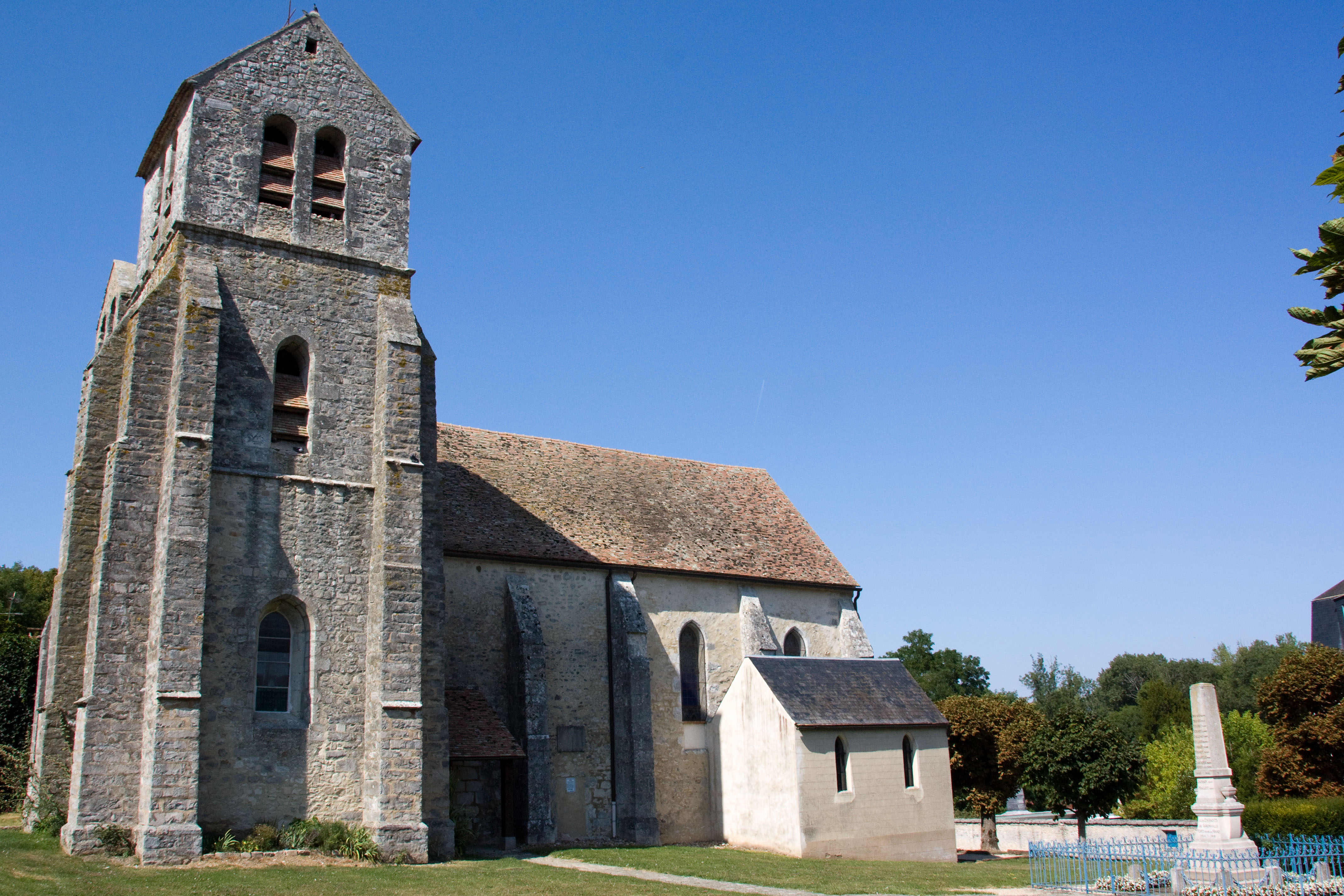
L'église Saint-Pierre.

La paroisse catholique de Gironville-sur-Essonne est rattachée au secteur pastoral de Milly-la-Forêt et au diocèse d'Évry-Corbeil-Essonnes. Elle dispose de l'église Saint-Pierre.

### Médias
L'hebdomadaire Le Républicain relate les informations locales. La commune est en outre dans le bassin d'émission des chaînes de télévision France 3 Paris Île-de-France Centre, IDF1 et Téléssonne intégré à Télif.

## Économie

### Emplois, revenus et niveau de vie
En 2010, le revenu fiscal médian par ménage était de 42 296 €, ce qui plaçait Gironville-sur-Essonne au 1 563e rang parmi les 31 525 communes de plus de 39 ménages en métropole.
| Répartition des emplois par catégories socioprofessionnelles en 2006. |              |                                           |                                                   |                            |                          |                           |
|                                                                       | Agriculteurs | Artisans, commerçants, chefs d’entreprise | Cadres et professions intellectuelles supérieures | Professions intermédiaires | Employés                 | Ouvriers                  |
| Gironville-sur-Essonne                                                | -            | -                                         | -                                                 | -                          | -                        | -                         |
| Zone d’emploi d’Évry                                                  | 0,3 %        | 4,0 %                                     | 20,2 %                                            | 29,6 %                     | 28,2 %                   | 17,7 %                    |
| Moyenne nationale                                                     | 2,2 %        | 6,0 %                                     | 15,4 %                                            | 24,6 %                     | 28,7 %                   | 23,2 %                    |
| Répartition des emplois par secteurs d’activités en 2006.             |              |                                           |                                                   |                            |                          |                           |
|                                                                       | Agriculture  | Industrie                                 | Construction                                      | Commerce                   | Services aux entreprises | Services aux particuliers |
| Gironville-sur-Essonne                                                | -            | -                                         | -                                                 | -                          | -                        | -                         |
| Zone d’emploi d’Évry                                                  | 0,9 %        | 13,5 %                                    | 5,4 %                                             | 14,6 %                     | 16,2 %                   | 6,9 %                     |
| Moyenne nationale                                                     | 3,5 %        | 15,2 %                                    | 6,4 %                                             | 13,3 %                     | 13,3 %                   | 7,6 %                     |
| Sources : Insee,                                                      |              |                                           |                                                   |                            |                          |                           |

## Culture locale et patrimoine

### Lieux et monuments
Les berges de l'Essonne, les massifs boisés et la pelouse calcicole ont été recensés au titre des espaces naturels sensibles par le conseil départemental de l'Essonne.
L'église Saint-Pierre est inscrite aux monuments historiques}. La ferme de Villeroy du XVIe siècle est également  été inscrite aux monuments historiques.

### Gironville-sur-Essonne dans les arts et la culture
- 2023 : Tapie de Tristan Séguéla et Olivier Demangel, avec Laurent Lafitte et Joséphine Japy.

### Héraldique
| Blason de Gironville-sur-Essonne | Les armes de Gironville-sur-Essonne se blasonnent : D'argent à deux cotices ondées posées en barre sur lesquelles broche partiellement en cœur une roue de moulin de gueules, accompagné en chef d'un chêne arraché au naturel et en pointe d'un épi de blé feuillé d'or. |